# Jesús Colina
Jesús Colina (Miranda de Ebro, 1969) es un periodista y comunicador social católico español que ha trabajado en Roma, ha creado y dirigido ZENIT y desde 2011 es director y editor del periódico Aleteia. 

## Carrera
En 1991 fue editor jefe del mexicano Proyección Mundial, el americano Catholic World Report y el francés Le Temps de l'Eglise. Desde 1994, trabajó en Roma de corresponsal para el suplemento Alfa y Omega que se distribuye con el periódico ABC. También ha escrito para Avvenire y National Catholic Register.
Fundó la agencia católica de noticias ZENIT en 1997. En 1998 también fue responsable de contenidos de RIIAL. En 2011 los Legionarios de Cristo decidieron prescindir de él para mostrar una identidad más institucional. En 2007, el papa Benedicto XVI le nombró consultor del Pontificio Consejo para las Comunicaciones Sociales.
Empezó a trabajar en un nuevo proyecto en 2011 y fundó Aleteia, un periódico digital noticias católicas con el apoyo de la Fundación para la Nueva Evangelización a través de los Medios. Es el actual presidente y director editorial de Aleteia.
Ha recibido el premio “Bravo!” en 2018 de la Conferencia Episcopal Española. También recibió el Servitor Pacis Award por sus contribuciones profesionales en 2006 en la sede de la ONU en Nueva York.